# Камишенков Роман Петрович
Роман Петрович Камишенков — український військовик, полковник, Збройних сил України, учасник російсько-української війни, що відзначився у процесі російського вторгнення в Україну в 2022 році.

## Нагороди
- Хрест бойових заслуг (23 серпня 2024) — за особисту мужність, виявлену у захисті державного суверенітету та територіальної цілісності України, самовіддане виконання військового обов’язку[1]
- Орден Богдана Хмельницького III ст. (30 грудня 2022) — за особисту мужність і самовіддані дії, виявлені у захисті державного суверенітету та територіальної цілісності України, вірність військовій присязі[2]
- Орден «За мужність» III ст. (7 квітня 2022) — за особисту мужність і самовіддані дії, виявлені у захисті державного суверенітету та територіальної цілісності України, вірність військовій присязі[3]
- Орден Данила Галицького (4 серпня 2017) — за самовіддані дії і високий професіоналізм, виявлені у захисті державного суверенітету та територіальної цілісності України, зразкове виконання військового обов'язку та з нагоди Дня Повітряних Сил Збройних Сил України[4]